# We Are Family
We Are Family är en sång av den amerikanska vokalgruppen Sister Sledge. Låten skrevs av Bernard Edwards och Nile Rodgers från Chic som också producerade inspelningen. Låten utgavs som titelmelodi på gruppens tredje studioalbum We Are Family och kom ut som förkortad singel.
Låten var den första Edwards och Rodgers komponerade för en annan artist än de själva. Sister Sledge var tidigare bara en måttligt framgångsrik grupp i USA, men efter samarbetet blev de stora internationella stjärnor.
Sedan 2017 finns inspelningen bevarad i USA:s kongressbiblioteks National Recording Registry.

## Listplaceringar
| Lista (1979)   | Position               |
| -------------- | ---------------------- |
| Australien     | 19 (Kent Music Report) |
| Kanada         | 1 (RPM)                |
| Irland         | 20                     |
| Nederländerna  | 16                     |
| Nya Zeeland    | 6                      |
| Schweiz        | 6                      |
| Storbritannien | 8 (UK Singles Chart)   |
| USA            | 2 (Billboard Hot 100)  |
| Västtyskland   | 26                     |